# Munkbrarupharde

Das Angler Wappen mit dem Rost der Munkbrarupharde (oben Mitte)

Der Rost des Heiligen Laurentius im Wappen von Munkbrarup

Die Munkbrarupharde  (dänisch: Munkbrarup Herred) war eine Harde in Schleswig. 
Die Munkbrarupharde ist nach der Reformation aus dem Gebiet des Zisterzienserklosters Rüde im heutigen Glücksburg entstanden. Das Symbol der Harde ist der Rost des Heiligen Laurentius, des Patrons der Kirche in Munkbrarup. Das Symbol ist im Wappen der Gemeinden Glücksburg, Munkbrarup und im Angler Wappen abgebildet.

## Geschichte
Der Besitz des bereits säkularisierten Rüdeklosters kam 1581 nach der erneuten Erbteilung der Herzogtümer Schleswig und Holstein nach dem Tode des Herzogs Johann der Ältere vom königlichen Anteil an den „abgeteilten Herzog“ Johann den Jüngeren. Dieser rundete das Territorium ab, indem er fern gelegenen Streubesitz veräußerte und dafür sämtlichen anderen Besitz im Kirchspiel Munkbrarup ankaufte. Die alten Klostergebäude ließ er abbrechen und baute an der gleichen Stelle das Schloss Glücksburg, das nun neben dem Schloss Sonderburg seine Hauptresidenz wurde. Auch die zwischenzeitlich durch einen Brand geschädigte Laurentiuskirche Munkbrarup wurde auf Kosten des Klosters erneuert.
1622 starb der Herzog, und sein Besitz wurde geteilt. Glücksburg wurde nun zur Residenz der Herzöge von Glücksburg (ältere Linie), die sich bis 1779 hielt. Deren Herzogtum umfasste die nachmalige Munkbrarupharde, den größten Teil des Sundewitt am anderen Ufer der Flensburger Förde und ab 1633 und bis 1749 auch den mittleren Teil der Insel Ærø. Hinzu kamen einzelne später erworbene adelige Güter, die jedoch als so genannte Allodialgüter nicht direkt zum Herzogtum gehörten.
Nach dem Tod des letzten Glücksburger Herzogs 1779 fiel der Besitz an den dänischen König in seiner Funktion als Herzog von Schleswig zurück. Der Sundewitter Teil wurde zur Nübelharde des Amtes Sonderburg, der Angelner Teil zur Munkbrarupharde des Amtes Flensburg. Obwohl die Munkbrarupharde deutlich kleiner war als die vier alten Harden des Amtes, behielt sie wie auch ihr Pendant nördlich der Förde einen gewissen administrativen Sonderstatus. So übernahm der Hardesvogt auch die Aufgaben, die in den anderen Harden dem Amtsverwalter (Finanzen) und dem Hausvogt (öffentliche Infrastruktur) des Amtes Flensburg zustanden. Die Munkbrarupharde bildete einen eigenen Gerichtsbezirk, doch hatte der Flecken Glücksburg in mancherlei Hinsicht eine Sonderstellung.
1864 wurde das Herzogtum Schleswig im Zuge des Krieges gegen Dänemark von Preußen annektiert. 1867 wurde es Teil der neu geschaffenen preußischen Provinz Schleswig-Holstein. Mit der Einführung der Amtsgerichtsordnung im Juni des Jahres verschwand die Munkbrarupharde von der Bildfläche. Als Polizeidistrikt wurde sie gemeinsam mit der Husbyharde und der Nieharde zur Hardesvogtei Glücksburg zusammengefasst, die bis zur Einführung der Amtsbezirke bestand.